# Poliptyk Stefaneschi
Poliptyk Stefaneschi – poliptyk ołtarzowy autorstwa włoskiego malarza Giotta di Bondone, znajdujący się obecnie w zbiorach Pinakoteki Watykańskiej.

## Opis
Dzieło, mające postać monumentalnego tryptyku, malowanego z obydwu stron, powstało na zamówienie kardynała Giacoma Caetaniego Stefaneschiego do wielkiego ołtarza starej konstantyńskiej bazyliki św. Piotra na Watykanie. Giotto osobiście sporządził projekt dzieła i osobiście brał udział w pracach wykonawczych na różnych fazach jego realizacji, pochłonięty jednak natłokiem obowiązków powierzył wykonanie niektórych partii swoim uczniom, m.in. Bernardo Daddiemu. Autorstwo Giotta widać szczególnie w wykonanym przez niego w całości centralnym panneau z przedstawieniem Chrystusa, drobniejsze elementy takie jak miejscami mocniejsze kontury i załamania, jaśniejsze efekty barwne i rysy na twarzach postaci noszą jednak ślady ręki uczniów mistrza.
Awers poliptyku, zwrócony oryginalnie w stronę nawy i wiernych, ukazuje w centralnej części błogosławiącego św. Piotra siedzącego na tronie w otoczeniu aniołów i świętych, u stóp którego klęczą donator – kardynał Stefaneschi oraz papież Celestyn V. Na panelach bocznych umieszczono postacie świętych Andrzeja i Jana Ewangelisty oraz Jakuba i Pawła. Rewers poliptyku w centralnej kwaterze ukazuje tronującego Chrystusa adorowanego przez aniołów, u stóp którego klęczy kardynał Stefaneschi. Panele boczne rewersu ukazują sceny męczeństwa świętych Piotra i Pawła. Całość poliptyku jest bogato zdobiona postaciami świętych, aniołów i proroków, zapełniających pilastry, medaliony, szczyty i predellę.
Całość tryptyku, wykonanego w formie przypominającej relikwiarz, utrzymana jest w typowo gotyckiej stylistyce z pewnymi elementami archaizacji, widocznej zwłaszcza w przewadze elementów pionowych w kompozycji.